# Queens Plaza

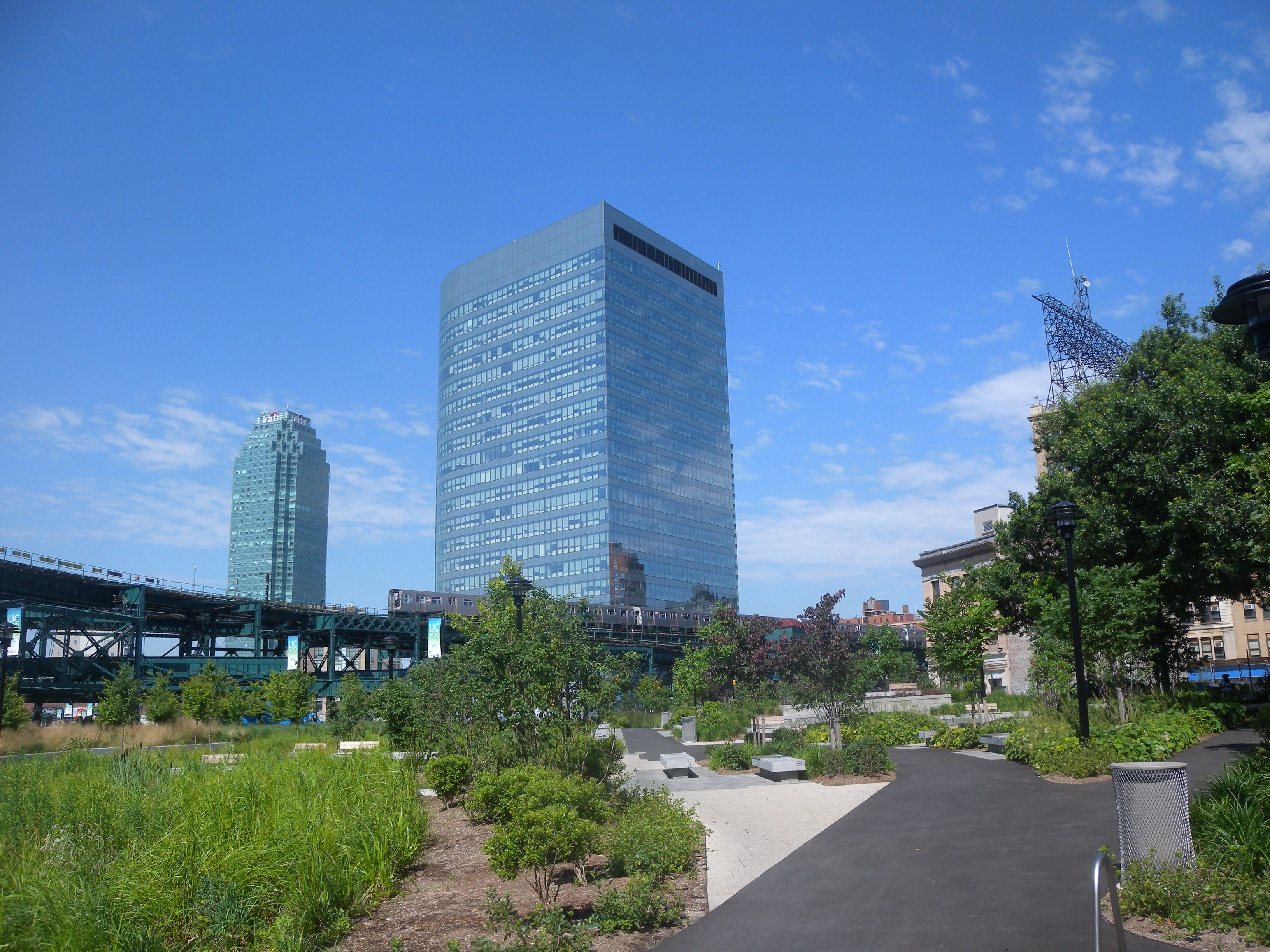
Foto de Queens Plaza.

Queens Plaza es una plaza situada en Queens Bulevar, entre Norte y calles del sur de Plaza, en Long Island City, Queens. La plaza es superpuesta por tránsito de ferrocarril urbano elevado, con el Puente de Queensboro que comienza en el lado oriental. Tiene una parada de metro para la E, G, R, V los trenes en la parada deQueens Plaza son cerca y debajo de la tierra el 7, N, W la parada en la estación de Plaza de Queensboro en los vestigios elevados. El único elevador para la E, G, R, la estación de metro V está en el rincón de SW de Plaza del sur San y Jackson Avda.
La plaza fue construida en 1909. De los años veinte hasta la Segunda Guerra Mundial, funcionaron en la zona muchas fábricas y almacenes. Nuevos edificios están siendo proyectados para Queens Plaza, y recientemente $75 millones fueron invertidos para limpiar y arreglar el área.